# Karabciîiiv, Rujîn
Karabciîiiv (în ucraineană Карабчиїв) este o comună în raionul Rujîn, regiunea Jîtomîr, Ucraina, formată numai din satul de reședință.

## Demografie
Componența lingvistică a comunei Karabciîiiv
     Ucraineană (99,61%)
     Alte limbi (0,39%)
Conform recensământului din 2001, majoritatea populației comunei Karabciîiiv era vorbitoare de ucraineană (99,61%), existând în minoritate și vorbitori de alte limbi.